# Le Grand Manipulateur
Écrit par le journaliste Marc Endeweld, Le Grand Manipulateur. Les réseaux secrets de Macron. est un livre-enquête qui explore les cercles de pouvoir enchevêtrés à l'origine de la victoire d'Emmanuel Macron à la présidentielle.
Le livre révèle que le candidat du « nouveau monde » a dû faire face à des difficultés financières majeures au cours de sa campagne qui l'ont amené à se déplacer en Algérie en février 2017.
« Marc Endeweld raconte un autre moment de panique, lorsque en janvier 2017, l’équipe de campagne d’Emmanuel Macron manque d’argent », rapporte ainsi Le Monde dans un article consacré à l'ouvrage.
Dans cet ouvrage l'auteur explore les réseaux intérieurs mais aussi internationaux du chef de l'État.
L'auteur s'interroge sur les moyens que le plus jeune président de la Ve République a pu employer pour, vierge de tout mandat, atteindre le sommet de l'État.
Les rapports, ou parfois leur brusque absence, que le président entretient avec ses soutiens sont aussi détaillées, avec des anecdotes sur notamment Franck Louvrier, Alexis Kohler ou Alexandre Djouhri.